# Wallowa Lake
Wallowa Lake az Amerikai Egyesült Államok északnyugati részén, Oregon állam Wallowa megyéjében, a Wallowa-tó déli oldalán elhelyezkedő, elsősorban a turizmusra építő statisztikai- és önkormányzat nélküli település. A 2010. évi népszámláláskor 32 lakosa volt. A város területe 10,4 km², melyből 5,7 km² vízi.

## Történet
A helyet először az aranyásók fedezték fel, később pedig a kirándulók is megjelentek; az ebben rejlő lehetőséget felismerő vállalkozók számos turistákra specializálódott helyet nyitottak, például a Wonderland Inn fogadót, amely ma Wallowa Lake Lodge néven működik. A tó déli részén 1923-ban vidámparkot létesítettek, ahol étterem, bolt, tekepálya, bálterem, körhinta és szállást adó faházak is voltak. A vízen 6,4 km-re lévő Joseph-ből 18 személyes csónakokkal szállították ide az érdeklődőket.
A helyi vidámpark 1940-ig működött, amikor egy szokatlan méretű havazás miatt az épületek használhatatlanná váltak. Ugyan a parkot bezárták, de a Wallowa Lake Lodge helyi fogadó ma is működik. A helyiség déli része a kereskedelem irányában növekedett tovább: számos bolt, étterem és szállóhely létesült.
A település déli oldalának vállalkozásai egy szervezet tagjai, amely egyrészről a turistákat segítő honlapot üzemeltet, másrészről pedig segít a helyi szinten fellépő problémák megoldásában.
Nyaranta akár 2000–3000 ember is itt tölti a vakációt, ekkor szinte minden helyi üzlet kinyit; októbertől márciusig az állandó lakosok száma 40 alá is mehet, ekkor csak néhány fafeldolgozó üzemel.

## Népesség
A 2010-es népszámláláskor  62 lakója, 37 háztartása és 19 családja volt. A népsűrűség 13,2 fő/km2. A lakóegységek száma 276, sűrűségük 58,7 db/km2. A lakosok 95,2%-a fehér,  1,6%-a indián,    1,6%-a pedig kettő vagy több etnikumú. A spanyol vagy latino származásúak aránya 1,6% (   1,6% egyéb spanyol vagy latino származású.)
A háztartások %-ában élt 18 évnél fiatalabb. 48,6% házas, 2,7% egyedülálló nő,  48,6% pedig nem család. 43,2% egyedül élt; 29,8%-uk 65 éves vagy idősebb. Egy háztartásban átlagosan 1,68 személy élt; a családok átlagmérete 2,21 fő.
A medián életkor 64,5 év volt. Lakóinak %-a 18 évesnél fiatalabb, % 18 és 24 év közötti, 4,8%-uk 25 és 44 év közötti, 45,2%-uk 45 és 64 év közötti, 50,1%-uk pedig 65 éves vagy idősebb. A lakosok 46,8%-a férfi, 53,2%-a pedig nő.

## Fordítás
Ez a szócikk részben vagy egészben  a   Wallowa Lake, Oregon című angol Wikipédia-szócikk ezen változatának fordításán alapul.  Az eredeti cikk szerkesztőit annak laptörténete sorolja fel. Ez a jelzés csupán a megfogalmazás eredetét és a szerzői jogokat jelzi, nem szolgál a cikkben szereplő információk forrásmegjelöléseként.